# Henning Jensen (f. 1938)
 For alternative betydninger, se Henning Jensen. (Se også artikler, som begynder med Henning Jensen)
Henning Jensen (født 9. juli 1938) politiker (Socialdemokratiet) og tidligere folketingsmedlem fra 1971 til 1986 og borgmester i Horsens 1986-1993. Han har desuden været byrådsmedlem fra 1966 til 1982, medlem af Vejle Amtsråd 1994-2007 og medlem af regionsrådet for Region Midtjylland 2007-2009.

## Karriere
I 1954 kom han i lære som cigarsorterer på tobaksfabrikken 'Petersen og Sørensen' efter at have været kontorbud samme sted.
I 1971 blev han medlem af Folketinget, hvor han sad frem til 1985. I den periode var han bl.a. formand for finansudvalget, kommunaludvalget og boligudvalget.
I 1985 blev han valgt med 9508 personlige stemmer.
I 1986 blev han borgmester i Horsens og fik hurtigt tilnavnet "den cyklende borgmester", fordi han altid cyklede omkring. 
I 1992 modtog Henning Jensen ridderkorset af Dannebrogsordenen.
I 2018 var Henning Jensen med til at fejre, at Socialdemokraterne har haft borgmesterposten i Horsens uafbrudt i 100 år.
Som borgmester var Henning Jensen giftefoged og forrettede over 700 vielser.